# استان پلاتئو
استان پلاتئو (به لاتین: Plateau Department) یک استان در بنین است.

## خصوصیات
استان پلاتئو ۳٬۲۶۴ کیلومترمربع مساحت و ۶۲۴٬۱۴۶ نفر جمعیت دارد.